# Lądowisko Babięta
Lądowisko Babięta (kod ICAO: EPBB) – lądowisko w Babiętach, w gminie Piecki, w województwie warmińsko-mazurskim, ok. 25 kilometrów na południe od Mrągowa. Lądowisko należy do Maestro Investments.
Lądowisko figuruje w ewidencji lądowisk Urzędu Lotnictwa Cywilnego od 2012.
Dysponuje jedną trawiastą drogą startową o długości 600 m.